# Толмачёво (аэропорт)
Междунаро́дный аэропо́рт Новосиби́рск (Толмачёво) имени А. И. Покры́шкина (ИАТА: OVB, ИКАО: UNNT) — международный аэропорт, обслуживающий Новосибирск, расположен в городе Обь Новосибирской области. Крупнейший за Уралом по пассажиропотоку. Аэропорт находится на пересечении большого числа воздушных линий, идущих из Юго-Восточной Азии в Европу и из Северной Америки в Индию и Азию.
Аэропорт является узловым для S7 Airlines.
Аэропорт использует государственный аэродром, находящийся в ведении Министерства обороны Российской Федерации, 337-го отдельного вертолётного полка ВКС РФ (в/ч 12739). На аэродроме разрешено совместное базирование авиации ФСБ и воздушных судов S7 Airlines, а также его совместное использование гражданским воздушным судам. Старшим авиационным начальником аэродрома является командир в/ч 12739, а главным оператором аэродрома — АО «Аэропорт Толмачёво».

## Общая информация
Регулярными пассажирскими рейсами аэропорт связан со многими крупнейшими городами России и стран СНГ, а также c ОАЭ, Турцией, Тунисом, Танзанией, Болгарией, Германией, Испанией, Италией, Индией, Индонезией, Японией, Китаем, Южной Кореей, Чехией, Грецией, Кипром, Вьетнамом и Таиландом. Также в Толмачёво производят промежуточную посадку грузовые самолёты при перелётах между Восточной Азией и Европой. Промежуточная посадка позволяет брать на борт меньше топлива и увеличивать полезную нагрузку.
Толмачёво находится на окраине города Оби, в 17 км от центра Новосибирска, и связан с ним автобусами. В километре от аэропорта есть остановочная платформа «Аэрофлот» пригородных электропоездов на Транссибе.
Аэропорт Толмачёво имеет платиновый сертификат IATA, подтверждающий 100%-е внедрение инновационной технологии по упрощению аэропортовых формальностей BCBP (кодирование посадочных талонов с использованием двумерных штрихкодов — Bar coded boarding passes). Толмачёво — четвёртый аэропорт в России после Домодедово, Шереметьево и Пулково, полностью внедривший технологию BCBP.

## История
- 12 июля 1957 — считается днём рождения аэропорта. Именно в этот день в 1957 году из Толмачёва в Москву впервые отправился рейсовый самолёт Ту-104, на его борту находились 50 пассажиров. До этого времени на месте Толмачёва был военный аэродром[10].
- 21 ноября 1963 — принят в эксплуатацию аэровокзал общей площадью помещений 10 254,4 м2 с пропускной способностью 1000 пассажиров в час (архитекторы Р.М. Окунева, А.А. Воловик).
- 1972 — был отправлен первый миллион пассажиров[10].
- 1992 — До 1992 года аэропортовый комплекс находился в составе Толмачёвского объединённого авиаотряда. В 1992 году Толмачёвский объединённый авиаотряд разделился на три самостоятельных предприятия: «Аэропорт Толмачёво», Авиакомпания «Сибирь», «Запсибаэронавигация». В сентябре 1992 года Толмачёво приобретает статус международного аэропорта[11].
- 19 декабря 1995 — преобразован в открытое акционерное общество, 51 % акций — в федеральной собственности.
- 1997 — Введён в эксплуатацию международный терминал пропускной способностью 450 пассажиров в час с привокзальной площадью и 4 новыми стоянками для самолётов Ил-76[11].
- 2002 — первый среди аэропортов Российской Федерации получил сертификат системы качества в соответствии с требованиями ГОСТ Р ISO 9002-96[11].
- 2004 — утверждена концепция развития аэропорта. Начато строительство блока расширения аэровокзала внутренних воздушных линий.
- 2005 — аэропорт признан победителем в конкурсе «Лучший аэропорт России и СНГ 2004 года» в категории свыше 1 млн пассажиров в год.
- 2006 — сдан в эксплуатацию блок прилёта аэровокзала внутренних воздушных линий. Введены в строй телетрапы.
- 2007 — аэропорт Толмачёво удостоен звания «Лидер российского воздушного транспорта» Национальной общественной премии транспортной отрасли России «Золотая колесница».
- 25 сентября 2010 — введена в эксплуатацию вторая взлётно-посадочная полоса (16/34), сертифицированная по метеоминимуму II категории ИКАО[12].
- 30 апреля 2011 — аэропорт стал вторым аэропортом в России, получившим сертификат на приём Airbus A380 — для обеспечения возможности вынужденной посадки при полётах по транссибирским маршрутам[13].
- 26 ноября 2011 — аэропорт стал первым аэропортом в России, принявшим самый большой тип коммерческого грузового воздушного судна Boeing 747-8 авиакомпании Cargolux[14].

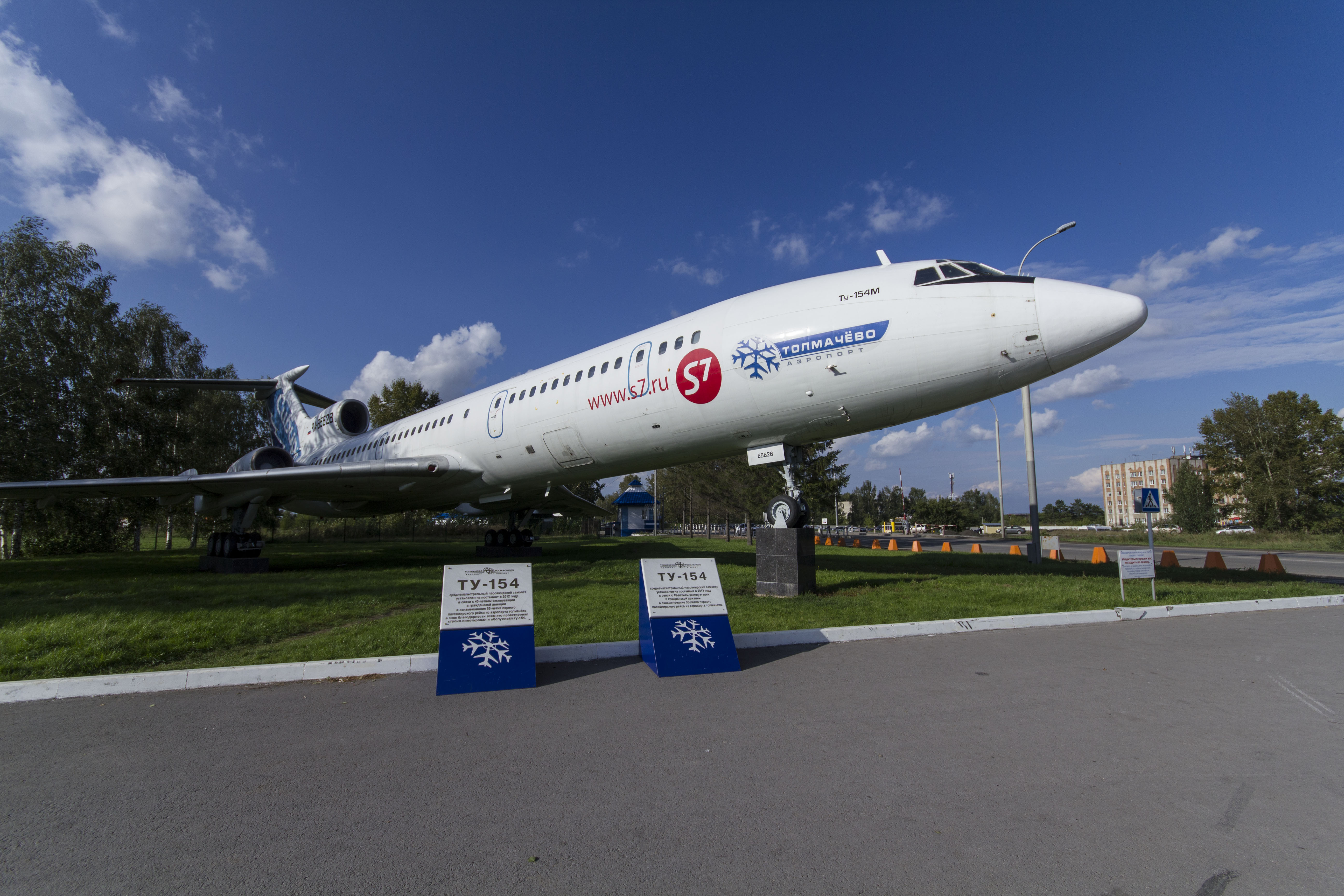
Самолет-памятник Ту-154М б/н RA-85628

- 5 июня 2012 года в аэропорту в районе КПП № 2 на постаменте был установлен самолёт-памятник. Им стал Ту-154 1987 года выпуска с бортовым номером RA-85628 (первоначальный номер СССР-85628). Самолёт стал первым экспонатом Музея истории авиации Толмачёва. Торжественное открытие состоялось 12 июля 2012 года, в день 55-летнего юбилея аэропорта[15][16]. В дальнейшем руководство аэропорта Толмачёво планирует открыть в списанном самолёте Ил-86[17](бортовой номер — RA-86097) музей гражданской авиации. По состоянию на август 2013 года[18], в самолёте идут реставрационные работы. В ноябре 2013 года Ил-86, до этого находившийся на хранении на перроне аэропорта, установлен ближе к терминалу внутренних воздушных линий — на этом месте он и будет переоборудован в музей[19].
- 29 ноября 2012 — аэропорт впервые в своей истории встретил трёхмиллионного пассажира с начала года[20].
- 20 декабря 2012 — аэропорт совместно с LSG Sky Chefs запустил цех бортового питания «Толмачёво Кейтеринг» мощностью 3000 порций в сутки[21].
- Июль 2013 — в аэропорту стартовали проектные работы по реконструкции объектов аэродромной инфраструктуры, в том числе перрона и ИВПП-1. Срок разработки проекта — до ноября 2014 года. В конце 2014 года начались и в середине 2015 года были закончены работы по реконструкции аэродромного комплекса новосибирского аэропорта[22].
- 29 сентября 2018 года в аэропорту Толмачёво прошла торжественная церемония встречи самолёта Ту-154М «Ижма» RA-85684. В связи с истечением срока лётной годности самолёт передан авиационному музею[23].
- 22 мая 2019 года в аэропорт прилетел последний самолёт Ту-134 RA-65693 рейсом из Мирного. В связи с истечением срока лётной годности самолёт передан авиационному музею[24].
- 23 декабря 2021 года в аэропорт прилетел один из крупнейших самолетов в мире Airbus Beluga.
- 03 февраля 2023 года Росавиация выдала разрешение на ввод в эксплуатацию нового терминала аэропорта[25].
- 09 февраля 2023 торжественно открыт новый терминал внутренних воздушных линий.

### Развитие
В конце 1990-х годов был завершён международный терминал, строительство которого приостанавливалось и откладывалось на несколько лет из-за нецелевого использования средств.
В 1999 году ОАО «Аэропорт Толмачёво» выделило в отдельную компанию топливозаправочную службу, создав ЗАО «Аэропорт-Сервис». Изначально планировалось, что у Толмачёва в нём будет контрольный пакет 50 % + 1 акция, а остальные — у «Сибнефти». Однако уже после регистрации предприятия руководство аэропорта выяснило, что контрольный пакет зарегистрирован именно на «Сибнефть». Никакой возможности восстановить желаемый баланс не было. В ходе длительных судебных споров «Сибнефть» доказала законность создания данного предприятия. В декабре 2003 аэропорт продал этот пакет акций, опасаясь, что он будет арестован из-за иска РосАвиаКонсорциума.
В 2003 году авиакомпания «Сибирь», недовольная ценами на топливо, решила устранить монополию «Аэропорт-Сервиса» и построить свой собственный топливозаправочный комплекс. Он стоил несколько миллионов долларов и имел вместимость 18 000 т керосина. В январе 2004 года строительство было приостановлено из-за расследования Государственной инспекции архитектурно-строительного надзора, начатого на основании заявления от аэропорта.
В 2005 году началось расширение терминала внутренних рейсов. В нём были установлены первые в аэропорту телескопические трапы, особенно необходимые зимой.
19 декабря 2005 группа «Промышленное развитие» подписала программу реконструкции и расширения аэропорта, программу развития аэропорта до 2010 года. Программа предусматривает вложение 280 миллионов долларов. Компания уже купила необходимые участки земли возле Толмачёво, включая недостроенный ТЗК авиакомпании «Сибирь».
В сентябре 2010 года была введена в эксплуатацию вторая взлётно-посадочная полоса аэропорта, строительство которой было начато ещё в 1987 году. В 1995 году строительство было заморожено, а вновь деньги из федерального бюджета были выделены только в 2000-х годах. 12 июля 2010 года, в день 53-летия аэропорта, был выполнен первый технический рейс с ИВПП-2 (самолёт Boeing 767-300 авиакомпании S7 взлетел в 21:00 местного времени и через 14 минут приземлился), полоса была признана готовой к работе, а 25 сентября того же года ВПП приняла первый рейсовый самолёт.
Летом 2013 года руководством аэропорта было принято решение модернизировать пассажирские терминалы, объединив их в единый комплекс. В сентябре 2014 года стартовали работы по реконструкции, которые продолжались до ноября 2015 года. В ходе модернизации два бывших терминала А и В были реконструированы в единый терминал (по технологии «under-one-roof»), получивший сектора А и В для ВВЛ и МВЛ соответственно. В итоге сектор В получил 18 стоек регистрации (вместо десяти в старом терминале), крупную зону Duty Free, а также три телескопических трапа. В переходе, соединяющем два сектора, установлена скульптура «Авиаторам Сибири».

### Планы
Программа развития аэропорта до 2025 года включает в себя:
- Расширение действующего и постройку второго грузового терминала;
- Реконструкцию ВПП-1 с полной заменой покрытия (в связи с изношенностью);
- Увеличение числа рулежных дорожек;
- Дальнейшую модернизацию аэродромной инфраструктуры.

В апреле 2018 года Новосибирск был официально объявлен местом проведения Молодёжного чемпионата мира по хоккею 2023 года. В связи с этим правительство Новосибирской области поставило перед аэропортом Толмачёво задачу увеличить площадь терминального комплекса и создать условия для минимального пассажиропотока в 10 млн чел/год.
По статистическим оценкам, уже в 2024 году ожидается рост пассажиропотока до 9,2 млн человек, а в 2027 году — до 10,1 млн человек.

## Собственники и руководство
Аэропортовый комплекс принадлежит АО «Аэропорт Толмачёво», основными акционерами которого до 2011 являлись государство (51 %) и ООО «Новапорт» (38 %, конечный бенефициар — российский предприниматель Роман Троценко). В 2011 г. Росимущество продало свою долю фирме «Комплекс Аэросервис», которая также является дочерней Новапорта.
29 декабря 2014 года холдинг Новапорт приобрёл 99,8 % акций аэропорта Толмачёво.
Председатель совета директоров АО «Аэропорт Толмачёво» с 2009 года — Геннадий Курзенков, руководитель Федерального агентства воздушного транспорта Министерства транспорта РФ, генеральный директор — Евгений Янкилевич (сменил на этой должности Александра Бородина, занимавшего её в 2009—2012 гг.).

## Инфраструктура

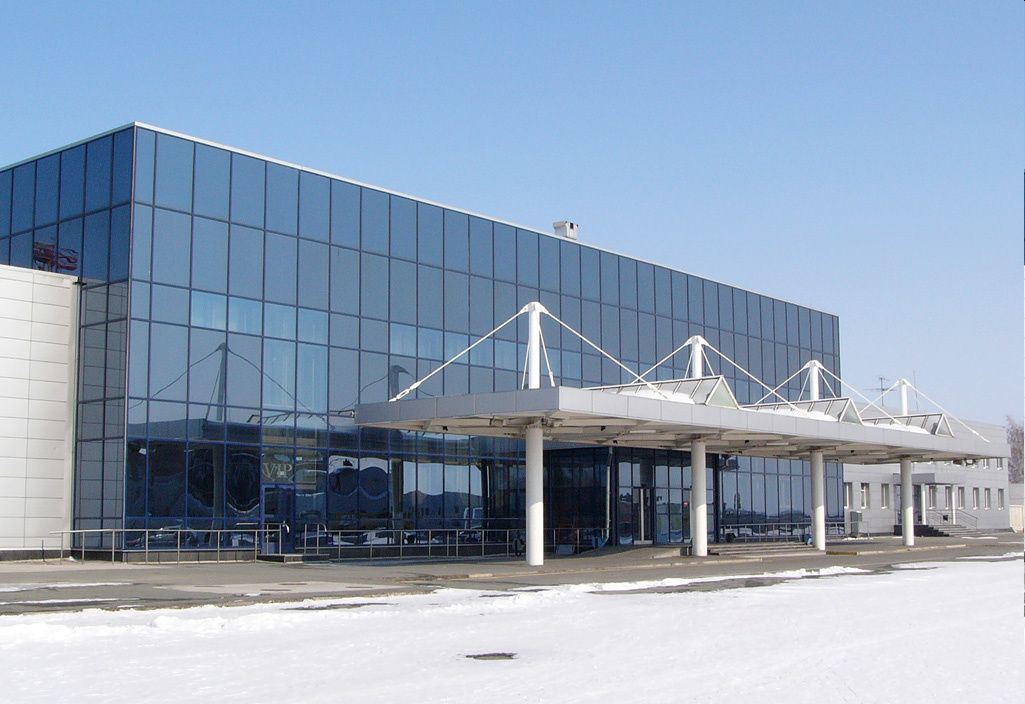
Вход в международный терминал B до реконструкции

В Толмачёво имеются два пассажирских терминала — для внутренних рейсов (терминал А) и для международных (терминал Б), зал VIP, а также грузовой терминал. В аэропорту имеется гостиница Sky Port 4*, зона таможенного контроля, медицинская и ветеринарная службы, аренда автомобилей.
Площадь аэропорта — 618 га, из них 441 га — авиационно-техническая территория.
Аэродром принимает все типы самолётов, в том числе Ил-96, Ту-214, Ан-124, Boeing 777 (с 27 июля 2009 года), Airbus A380 (с 30 апреля 2011 года) и все более лёгкие, а также вертолёты всех типов.
Имеются две функционирующих взлётно-посадочные полосы:
- ВПП 07/25 длиной 3597 м и шириной 60 м, асфальтобетонное покрытие без ограничений на массу принимаемых воздушных судов[источник не указан 1722 дня]. Имеется две свободные зоны от обоих торцов ИВПП длиной 400 м. ВПП оборудована курсо-глиссадной системой (ILS) 1 категории (60×800 м), приводными радиомаяками (NDB, OM, MM), светосигнальными системами.
- ВПП 16/34, длиной 3602 м, имеет ширину 45 м, бетонное покрытие без ограничений на массу принимаемых воздушных судов. ВПП 16 оборудована ILS 2 категории (30×350 м), ВПП 34 — ИЛС 1 категории (60×800 м)[источник не указан 1722 дня].

Пропускная способность аэропорта (при условии работающих двух ВПП) — 40 взлётно-посадочных операций в час. Аэропорт имеет 61 место для стоянки самолётов, 16 из них оборудованы централизованной заправочной системой.

## Авиакомпании и направления

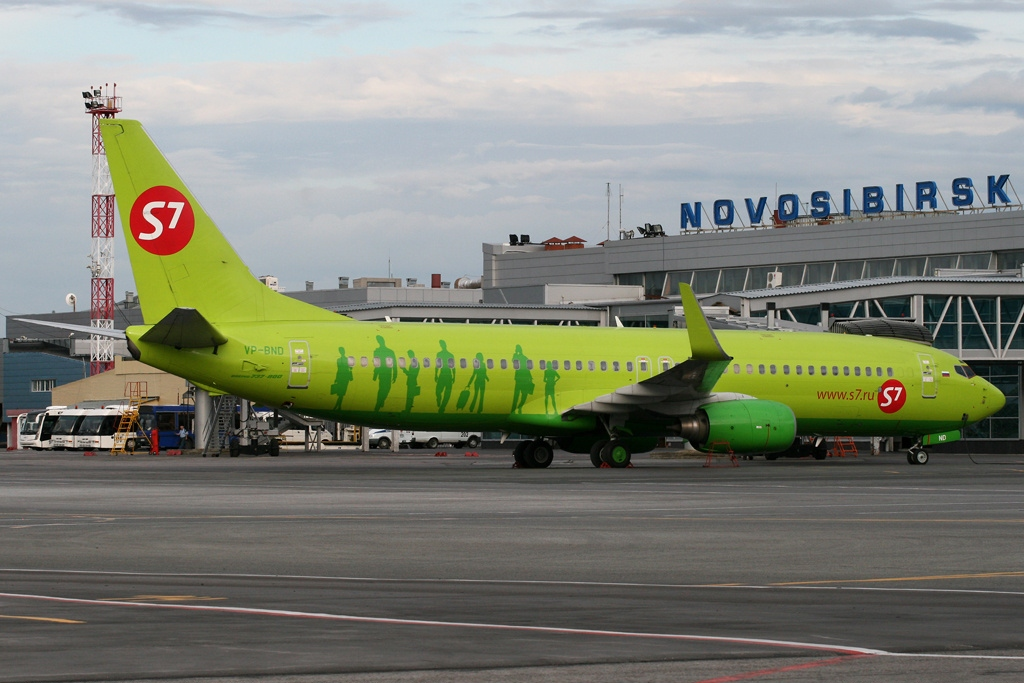
Boeing 737-800 авиакомпании Глобус (торговая марка S7 Airlines) на стоянке у терминала A

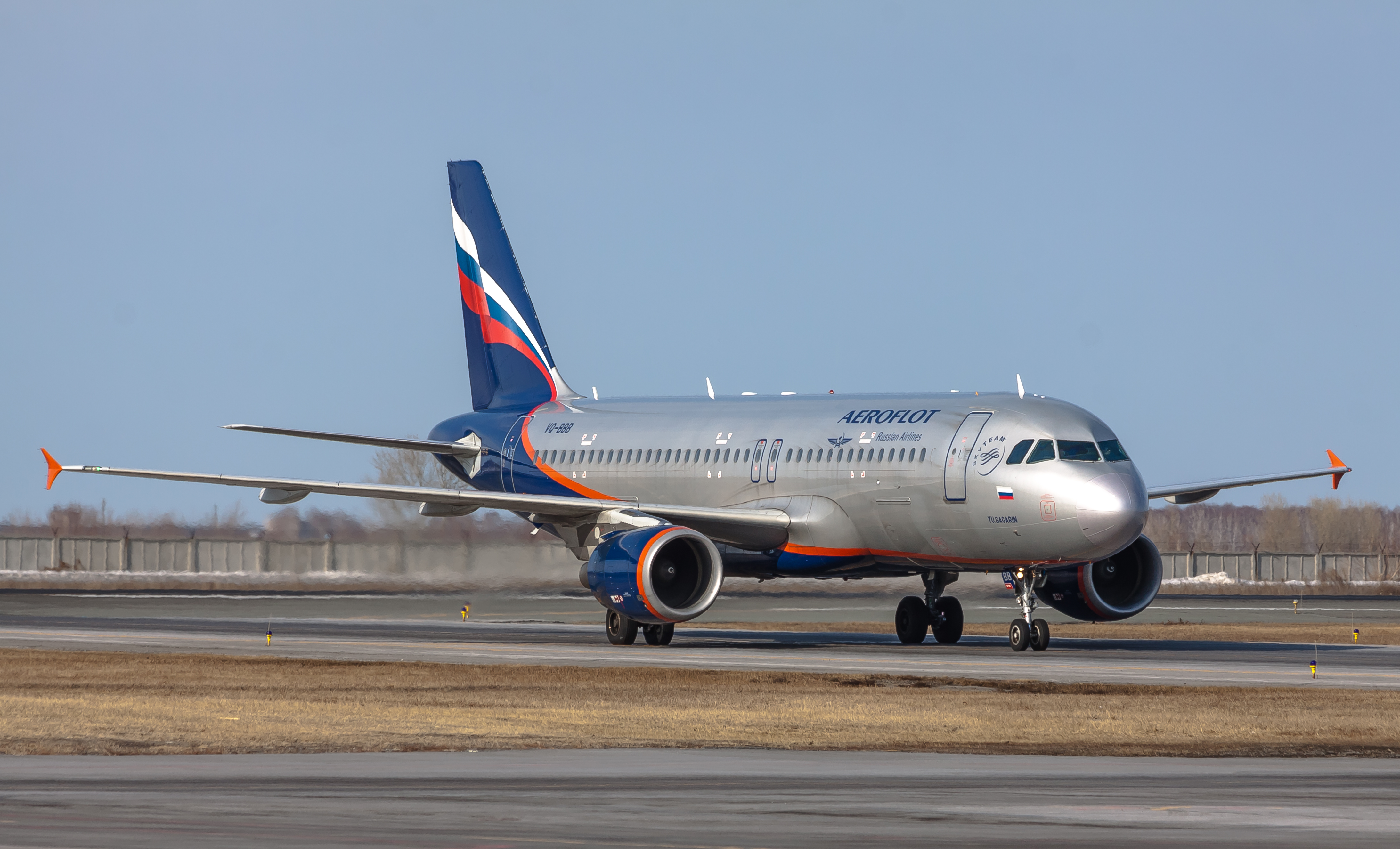
Airbus A320 Аэрофлота в аэропорту Толмачёво

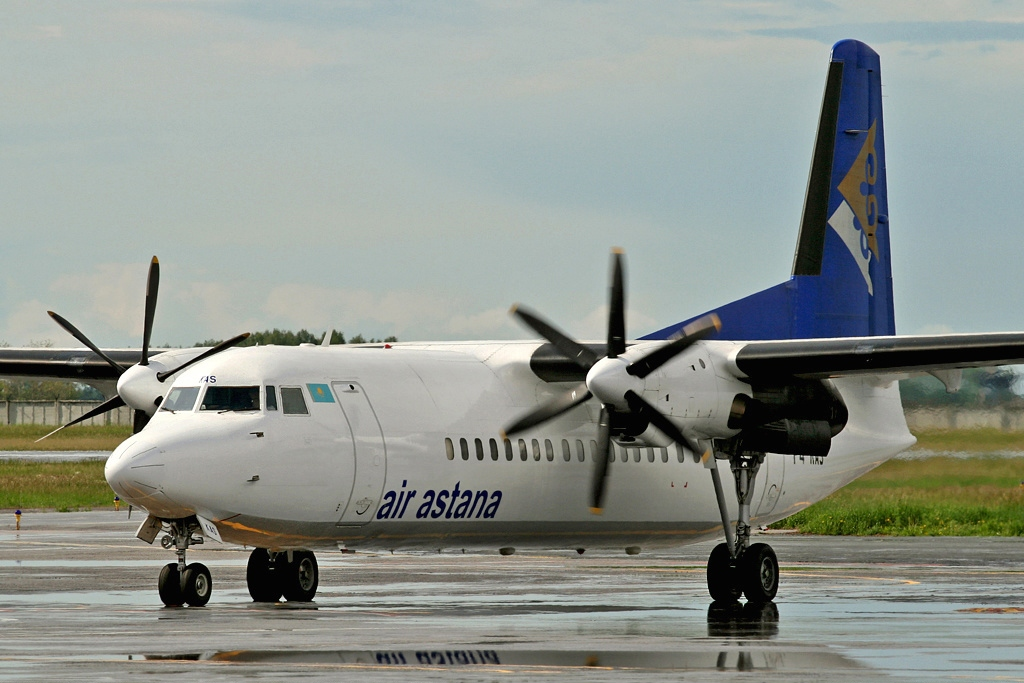
Fokker 50 Air Astana в аэропорту Толмачёво

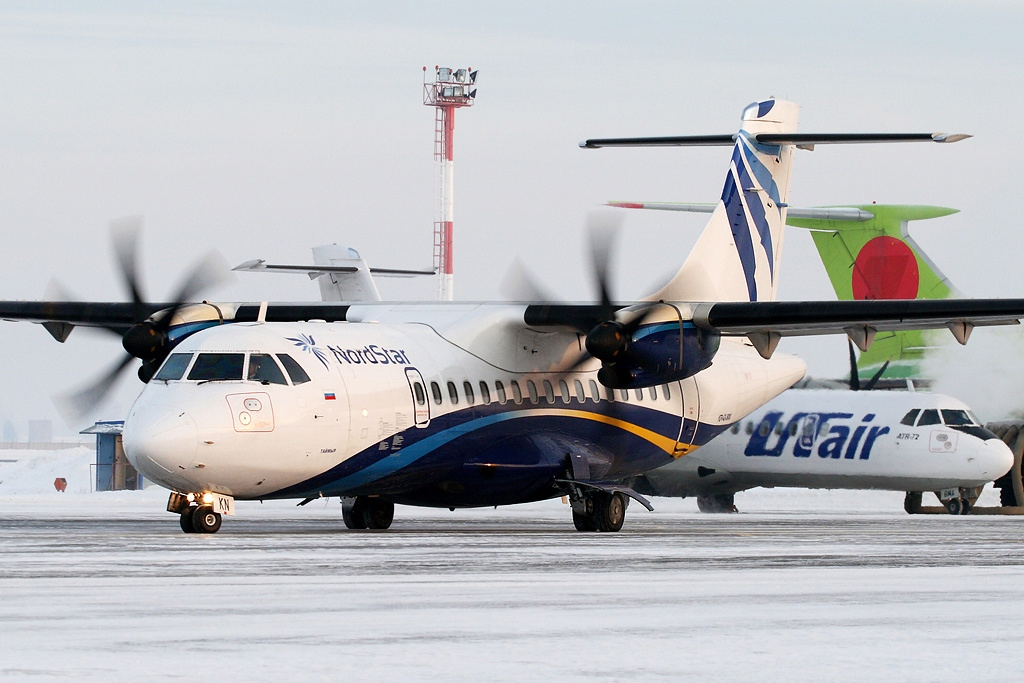
ATR 42 NordStar Airlines в аэропорту Толмачёво

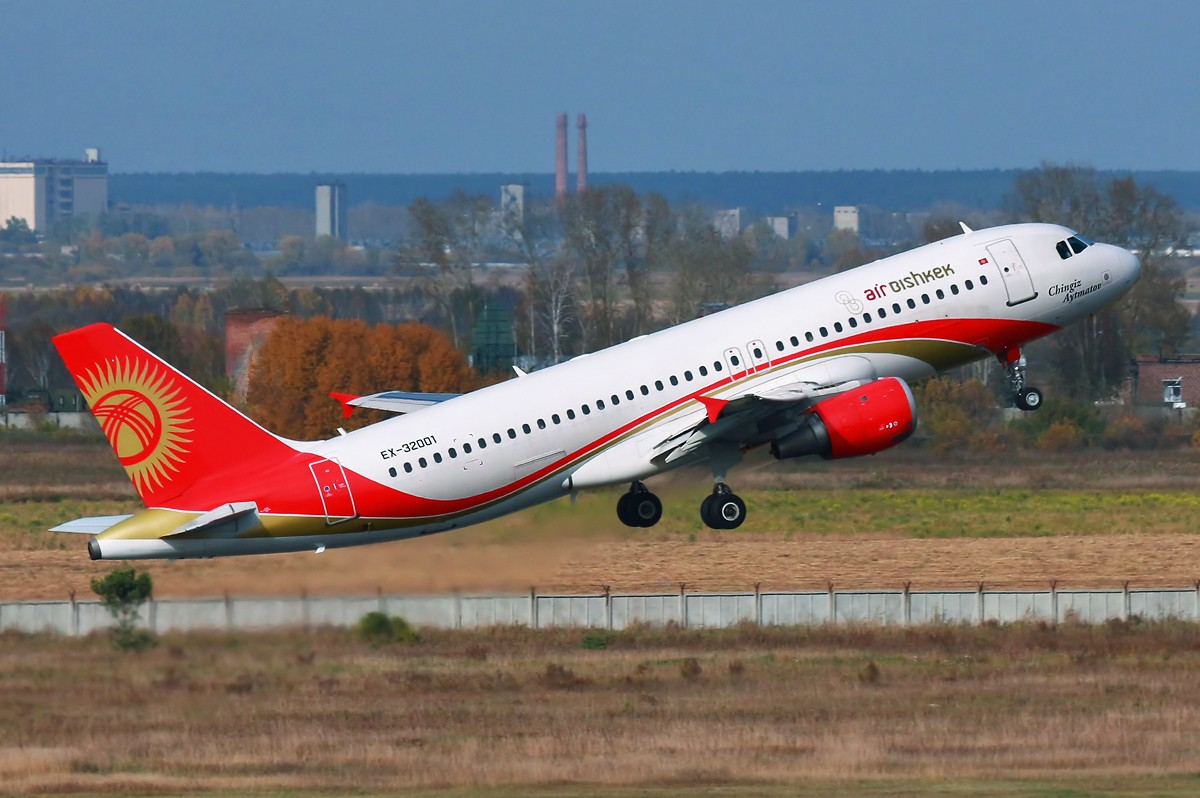
Airbus A320 Air Bishkek вылетает из Толмачёво

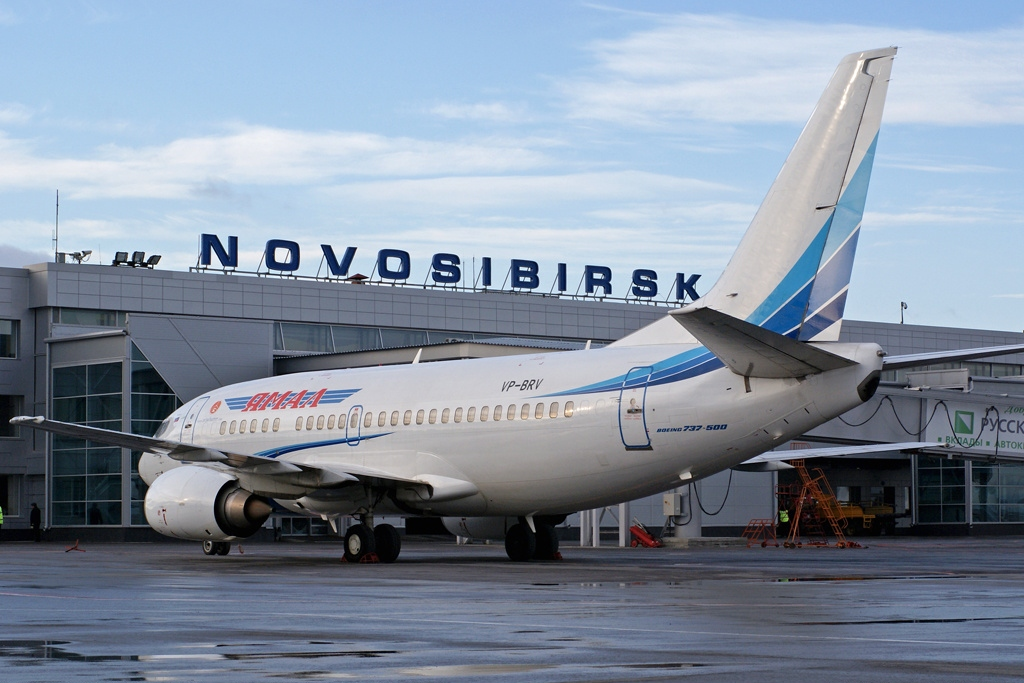
Boeing 737-500 авиакомпании Ямал в Толмачёво

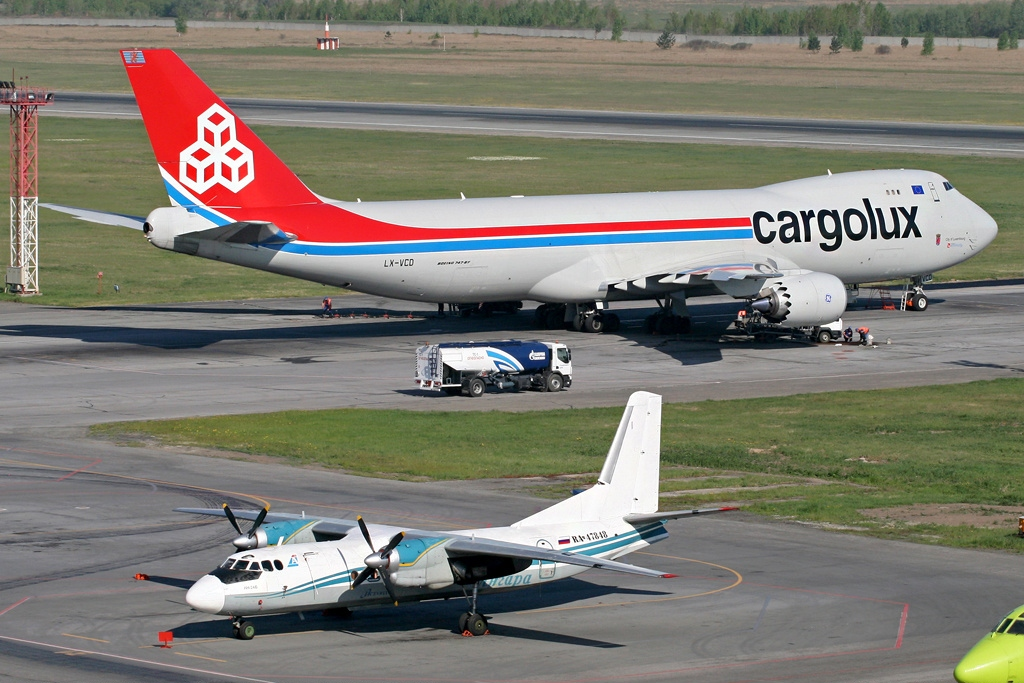
Ан-24 авиакомпании Ангара и грузовой Boeing 747 Cargolux

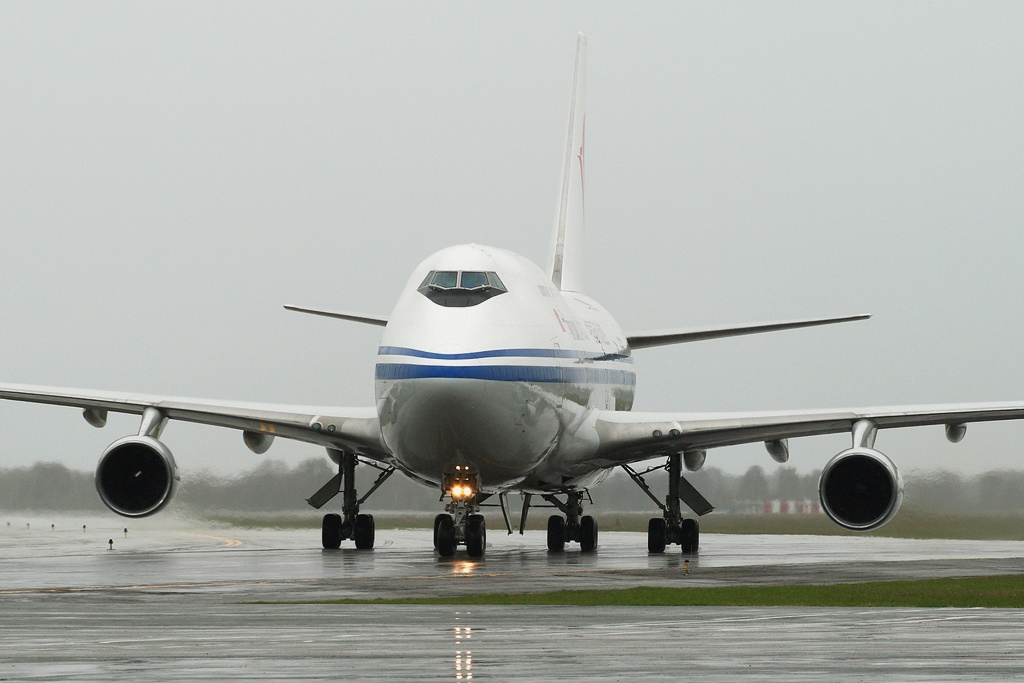
Boeing 747 авиакомпании Air China Cargo на рулении

Маршрутная сеть аэропорта насчитывает более 95 направлений полётов. Основное направление полётов — Москва, куда за сутки выполняется до 20 рейсов.
Базовый перевозчик аэропорта — авиакомпания S7 Airlines. 

### Грузовые рейсы
Толмачёво, как один из крупнейших в стране грузовых и почтовых узловых аэропортов, принимает 1-2 рейса Почты России в день, а также обслуживает до пятидесяти рейсов российских и иностранных грузовых авиакомпаний в неделю.
С марта 2021 года аэропорт начал обслуживать грузовые рейсы базового перевозчика.

## Показатели деятельности

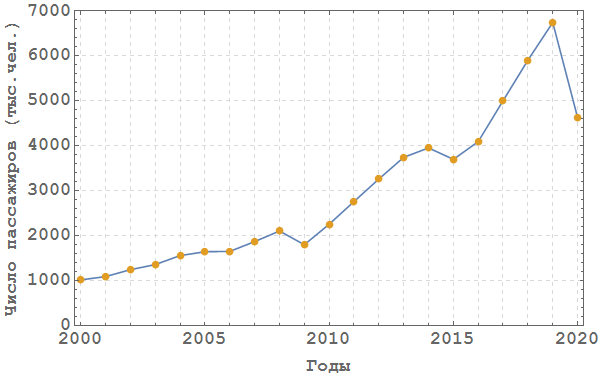
Динамика численности обслуженных пассажиров.

В 2006 году аэропорт обслужил 1 миллион 656 тысяч 901 пассажира (рост на 0,5 %, в сравнении с 2005). Было обработано 16 тыс. тонн грузов. На предприятиях Толмачёво (включая дочерние) работало 2383 человека.
В 2006 году доходы от обычных видов деятельности предприятия превысили 2,3 млрд рублей, а чистая прибыль акционерного общества составила 155,7 млн рублей, что на 48,6 млн рублей больше, чем в 2005 году. Доходы от авиационной деятельности аэропорта составили 783 миллионов 97 тысяч рублей (рост на 11,2 %).
В 2007 году аэропорт обслужил 1 873 500 человек.
Общее количество груза и почты, обработанного в аэропорту в 2007 году — 18 667,3 т (на 2158,1 тонны или 13,1 % больше, чем в 2006 году).
В 2008 году аэропорт обслужил 2 109 424 человек (рост на 12,6 %; показатель впервые за 16 лет превысил 2 млн). Из них отправлено 997 706 пассажиров (рост к 2007 на 10,7 %), прибыло 963 768 пассажиров (10,7 %), количество транзитных пассажиров составило 167 950 человек (40,5 %). В 2008 году доходы от авиационной деятельности составили 1 213 978,3 тыс. рублей (рост на 34,3 % в сравнении с 2007).
В 2009 году аэропорт обслужил 1 804 297 человек (сокращение на 14,5 %). Доходы от авиационной деятельности в 2009 — 1 млрд 58 млн 875 тыс. рублей.
В 2010 году аэропорт обслужил 2 261 630 человек (рост на 25,3 %).
В 2011 году было обслужено 2 765 884 пассажиров (+22,3 %).
В 2012 году аэропорт обслужил 3 266 745 пассажиров (+18,1 %). При этом рост пассажиропотока на международных воздушных линиях составил 25,9 % (обслужено 1 250 978 человек), а на внутренних — 13,7 % (2 015 767 человек). За 2012 год в аэропорту обработано 28 028 т грузов и почты (+29 %).
В 2013 году аэропорт обслужил 3 748 211 пассажиров (+14,7 %). При этом рост пассажиропотока на международных воздушных линиях составил 24,5 % (обслужено 1 556 907 человек), а на внутренних — 8,7 % (2 191 304 человек). За 2013 год в аэропорту обработано 29 947 т грузов и почты (+6 %).

## Статистика
Данные из запроса в Викиданные.
| Год  | Всего пассажиров | Измен.    | Внутренние | Международные | Самолёто- вылеты | Грузы и почта, т. |
| ---- | ---------------- | --------- | ---------- | ------------- | ---------------- | ----------------- |
| 2002 | 1 241 347        | +17 % ▲   | 952 400    | 288 900       | 10 030           | 15 966            |
| 2003 | 1 363 952        | +9,9 % ▲  | 1 073 900  | 290 000       | 9 872            | 16 233            |
| 2004 | 1 539 777        | +12,9 % ▲ | 1 199 500  | 340 300       | 10 615           | 17 289            |
| 2005 | 1 647 940        | +7,0 % ▲  | 1 268 500  | 379 400       | 10 852           | 15 556            |
| 2006 | 1 656 901        | +0,5 % ▲  | 1 299 700  | 357 200       | 11 374           | 16 158            |
| 2007 | 1 873 496        | +13,1 % ▲ | 1 459 200  | 414 300       | 12 162           | 18 521            |
| 2008 | 2 109 424        | +12,6 % ▲ | 1 643 900  | 465 500       | 13 860           | 20 547            |
| 2009 | 1 804 297        | −14,5 % ▼ | 1 366 500  | 437 800       | 12 019           | 16 428            |
| 2010 | 2 261 630        | +25,3 % ▲ | 1 575 185  | 686 442       | 14 264           | 19 663            |
| 2011 | 2 765 884        | +22,3 % ▲ | 1 772 566  | 993 316       | 17 277           | 21 812            |
| 2012 | 3 266 745        | +18,1 % ▲ | 2 015 767  | 1 250 978     | 18 535           | 28 028            |
| 2013 | 3 748 211        | +14,7 % ▲ | 2 191 304  | 1 556 907     | 20 838           | 29 947            |
| 2014 | 3 957 667        | +5,6 % ▲  | 2 431 238  | 1 526 429     | 21 374           | 28 602            |
| 2015 | 3 703 211        | -6,4 % ▼  | 2 600 974  | 1 102 237     | 20 862           | 23 706            |
| 2016 | 4 097 490        | +10,6 % ▲ | 3 017 226  | 1 080 264     | 21 888           | 24 882            |
| 2017 | 5 007 302        | +22,2 % ▲ | 3 550 375  | 1 456 927     | 25 088           | 29 441            |
| 2018 | 5 909 078        | +18,0 % ▲ | 4 281 799  | 1 627 279     | 29 390           | 31 933            |
| 2019 | 6 747 151        | +14,2 % ▲ | 4 903 212  | 1 843 939     | 33 191           | 34 142            |
| 2020 | 4 634 166        | -31,3 % ▼ | 4 087 771  | 546 395       | 30 770           | 34 158            |
| 2021 | 6 761 000        | +44,7 % ▲ | 6 046 212  | 715 000       | 36 083           | 35 111            |
| 2022 | 7 585 000        | +12,2 % ▲ | 6 702 000  | 883 000       | 35 045           | 34 300            |
| 2023 | 9 093 000        | +19,9 % ▲ | 7 712 000  | 1 381 000     | 38 213           | 28 450            |

(Источник — годовые отчеты ОАО «Аэропорт Толмачёво», за 2013 год, за 2014 год, за 2015 год, за 2016, 2018 год, 2019 год, 2020 год, 2021 год, 2022 год, 2023 год)

## Государственная авиация

### 337-й отдельный вертолётный полк (в/ч 12739)  —ВКС РФ
На аэродроме расположен штаб и базируются воздушные суда 337-го отдельного вертолётного полка (337 овп). 
В составе полка находятся:
- три вертолётных эскадрильи (ВЭ):
  - 1-я ВЭ — 22 вертолёта Ми-24в/п
  - 2-я ВЭ — 16 вертолётов Ми-8АМТШ-В
  - 3-я ВЭ — 12 вертолётов Ми-8мт в посёлке Сибирский. Эскадрилья собранной из трех отдельных вертолетных эскадрилий (овэ), выведенных из состава РВСН в Ужуре (60-й овэ 62-я рд), Пашино (207 овэ 39-я гв. рд), Сибирском (337 овэ 35-я рд).

- две авиационные комендатуры вертодромов Ужур и Сибирский